# Южнохальмахерцы
Южнохальмахерцы — группа народов Индонезии. Проживает на Молуккских островах. К данной группе относятся следующие народы: макиан-далам (острова Макиан и Кайоа), веда, були, патани, гане, саваи (южная часть острова Хальмахера). На конец XX века общая численность южнохальмахерцев составляла (по оценке) 85 тыс. человек.